# Emetropía
Se denomina emetropía a la condición oftalmológica ideal, de manera que el ojo, sin hacer esfuerzo o sin ayuda de lentes, logra converger por refracción los rayos lumínicos con origen en el infinito, enfocando justo sobre la retina; de esta manera el ojo transmite por el nervio óptico al cerebro una imagen nítida para una correcta visión.
Se habla, por tanto, de ojo emétrope cuando no existe defecto de refracción. La circunstancia contraria, es decir la existencia de defectos de refracción, se llama ametropía.
Esto se debe a que la córnea y el cristalino trabajan juntos para proyectar las imágenes a la retina.  
Etimológicamente proviene del griego, y significa vista proporcionada.